# Cu cu Phương đông

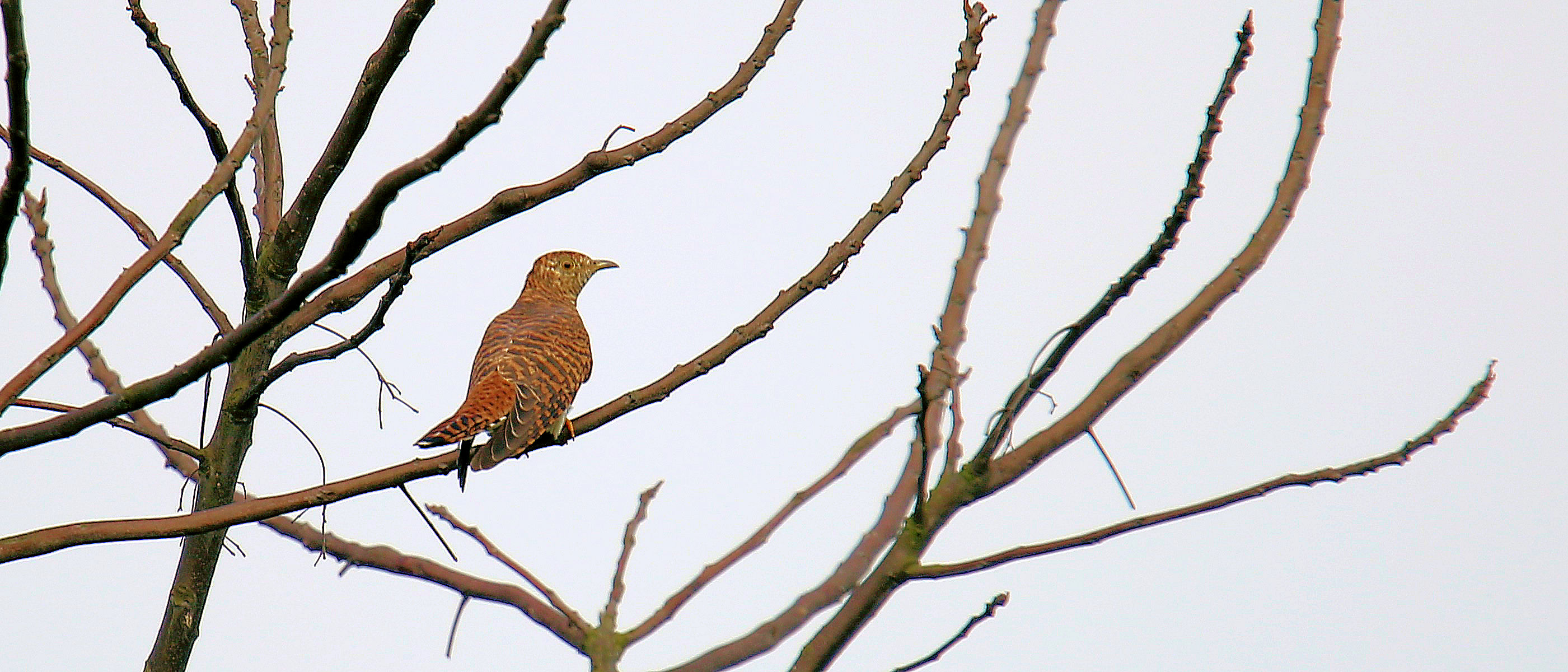
Cu Cu Phương Đông (chim mái)

Cuculus saturatus là một loài chim trong họ Cuculidae.

## Hình ảnh

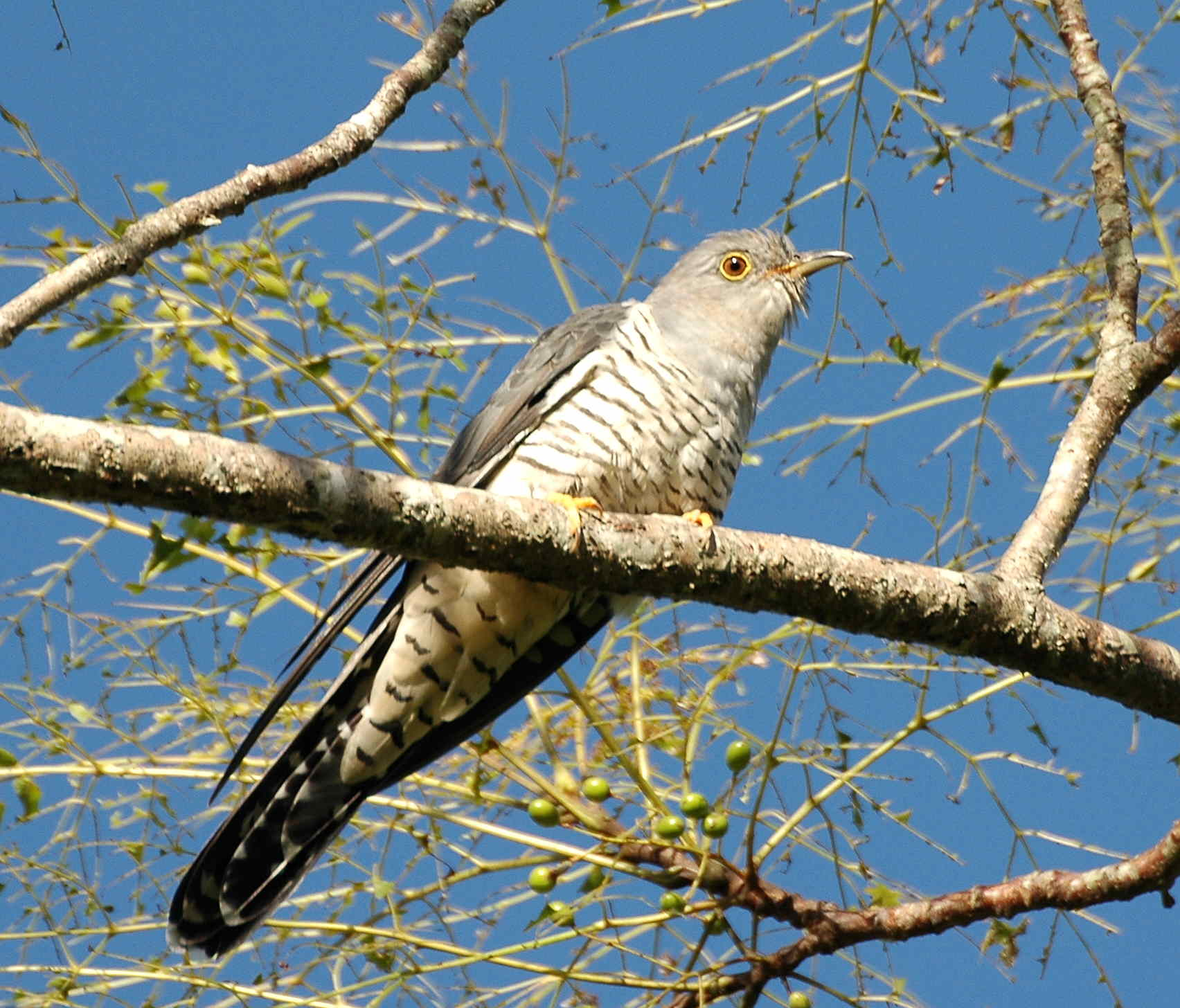
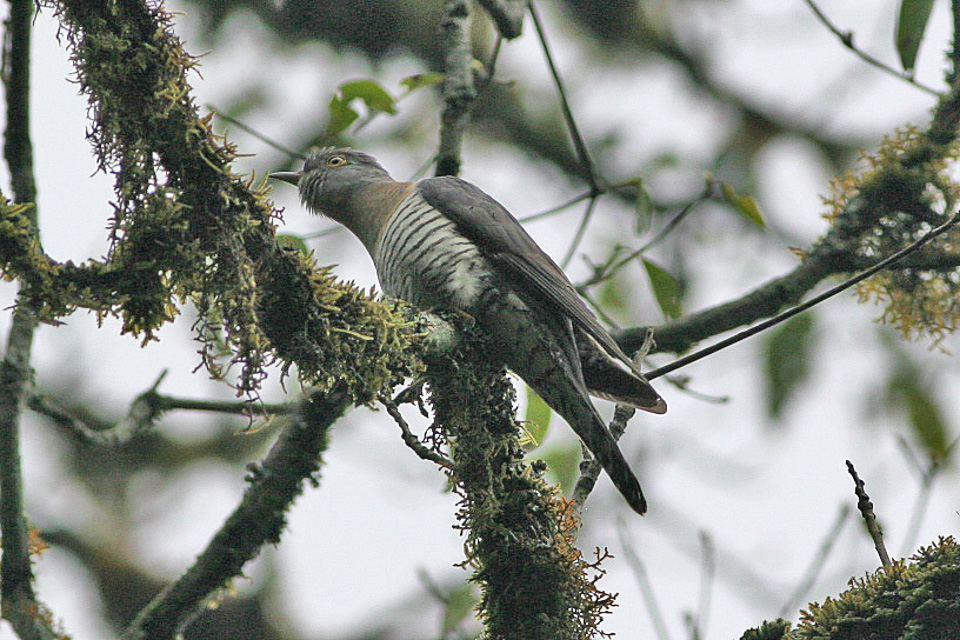